# Kotono Mitsuishi
Kotono Mitsuishi (三石 琴乃?, Mitsuishi Kotono; Tokyo, 8 dicembre 1967) è una doppiatrice giapponese. 
È una delle seiyuu più popolari in Giappone. Fin da piccola ha dichiarato di avere una grandissima passione per il mondo degli anime, che l'ha spinta a debuttare nella serie OAV di Jenny la tennista nel 1990.
Dopo essere apparsa negli anime La leggenda di Arslan e Samurai per una pizza, le proposte per Kotono aumentarono, ma riuscì a scegliere quella che più di ogni altra le darà un'immensa popolarità: il personaggio di Usagi Tsukino in Sailor Moon. Durante i cinque anni in cui è andato in onda l'anime, Mitsuishi Kotono prese parte, insieme alle altre quattro doppiatrici del serial, al gruppo canoro Peach Hips, che la tenne impegnata anche in diversi concerti.
In seguito ha doppiato personaggi molto amati dal pubblico come Misato Katsuragi in Neon Genesis Evangelion o Excel in Excel Saga.

## Anime

### TV
- Agatha Christie's Great Detectives Poirot and Marple (moglie di Count Hōbari)
- Ajimu: Kaikan Monogatari (Kyōko)
- Angelic Layer (Shoko Asami)
- Anpanman (Maron-kun)
- Baketsu de Gohan (Mint)
- Fatal Fury 2 - La sfida di Wolfgang Krauser (Mai Shiranui)
- Blue Seed (Kōme Sawaguchi)
- Card Captor Sakura (Maki Matsumoto)
- Carnival Phantasm (Aoko Aozaki)
- Claymore (Jean)
- Yui ragazza virtuale (Freeze)
- Shin Chan (Masumi Ageo)
- Daa! Daa! Daa! (Akira Kijou)
- Tantei gakuen Q (Hitomi Tachikawa)
- Detective Conan (Rena Mizunashi, Yuri Konno)
- Doraemon (Tamako Nobi)
- Dragon Half (Mink)
- Excel Saga (Excel)
- Fantasmi a scuola (Kayako Miyanoshita)
- Flame of Recca (Kagehōshi, Kagerō)
- Fruits Basket (Kagura Sohma)
- Fullmetal Alchemist (Gracia Hughes)
- Future GPX Cyber Formula (Asuka Sugō)
- Gear Fighter Dendoh (Orie Kusanagi, Vega, narratore, annunciatore)
- Genji Tsūshin Agedama (Ibuki Hiraya)
- Ginga Sengoku Gunyūden Rai (Shimon)
- Great Teacher Onizuka (Urumi Kanzaki)
- Gundam
  - After War Gundam X (Toniya Malme)
  - Mobile Suit Gundam SEED (Murrue Ramius, Haro, Ezaria Joule, narratore)
  - Mobile Suit Gundam SEED Destiny (Murrue Ramius, narratore)
- Hana no Mahōtsukai Marybelle (Ribbon)
- Hare Tokidoki Buta (Kazuko-sensei)
- Il bisturi e la spada (Oshina)
- High School Mystery: Gakuen 7 Fushigi (Yukari Kawai, studentessa B)
- Hyper Police (Fonne Walkure)
- Hunter × Hunter (serie 2011) (Cocco)
- Jujutsu kaisen - Sorcery Fight (Mei Mei)
- Jungle Ōja Tā-chan (Helen Noguchi)
- Kaleido Star: Arata naru Tsubasa (Cathy)
- Kamikaze Kaito Jeanne (Saki Matsubara)
- King of Bandit Jing (Izarra)
- Zatch Bell! (Elle Chivas, Riya)
- Kishin Dōji Zenki (Nagi)
- Kocchi Muite! Miiko (Mama)
- Konosuba! - This Wonderful World (Receptionist Succube)
- L'irresponsabile capitano Tylor (Kim Kyung Hwa)
- Legendz (Killbeat)
- Little Snow Fairy Sugar (Ginger)
- Mahoraba (Yū Minazuki)
- Maze: Bakunetsu Jikū (female Maze)
- Monster Rancher (Pixie)
- Neon Genesis Evangelion (Misato Katsuragi)
- Nintama Rantarō (Yamabuki, Ayaka)
- Noir (Mireille Bouquet)
- Ojarumaru (Okame-hime, Hoshino Mama I, Shikibu Akamurasaki)
- Oruchuban Ebichu (Ebichu)
- One Piece (Boa Hancock, S-Snake)
- Paranoia Agent (Harumi Chōno)
- PaRappa the Rapper (Witch ep.28)
- Pokémon (Ditto (Metamon))
  - Mewtwo! Ware wa koko ni ari (Domino)
- La rivoluzione di Utena (Juri Arisugawa)
- Sailor Moon (Usagi Tsukino, ChibiChibi)
- The Snow Queen (Aunete)
- Shaman King (2021) (Sati Saigan)
- Spiral: Suiri no kizuna (Madoka Narumi)
- Steel Angel Kurumi (Misaki Kagura)
- Suite Pretty Cure♪ (Hummy)
- Sumebato no Cosmos Shō: Suttoko Taisen Dokkoidā (Sayuri Yurine, Hiyashinsu)
- Tales of Eternia: The Animation (Ekusushia)
- Those Who Hunt Elves (Celcia Marieclaire)
- Vampire Princess Miyu (Saori)
- Wedding Peach (Potamos/Hiromi Kawanami)
- Weiss Kreuz (Neu/Asuka Murase)
- Yaiba (Sayaka Mine)

### OAV
- Ace o Nerae! Final Stage (Tomoyo)
- Angelique (Rosalia de Catargena)
  - Angelique: Shiroi Tsubasa no Memoir (Rosalia de Catargena)
  - Angelique: Seichi yori Ai wo Komete (Rosalia de Catargena)
- Babel II (Juju)
- Birdy the Mighty (Birdy)
- Blue Seed (Kōme Sawaguchi)
- Buttobi CPU (Quadra Nackintosh)
- Compiler (Nerima Queen)
- Cream Lemon: Young Love—Angie & Rose (Angie)
- Cyber City Oedo 808 (woman)
- Dennō Sentai Voogie's Angels (Rebecca)
- Future GPX Cyber Formula (Asuka Sugō)
- Humming Bird - Ragazze con le ali (Satsuki Toreishi)
- Kōnai Shasei Final (Chami, girl A)
- Legend of the Galactic Heroes (Katerose von Kreuzer)
- NG Knights Lamune & 40 (Silver Mountain Dew, girl 1)
- POWER DoLLS: Project α (Yao Fei Lun)
- Puni Puni Poemy (Itsue Aasu)
- Yamato 2520 (Maki)
- Tetsuwan Birdy (Birdy)
- Variable Geo (Yuka Takeuchi)
- Visitor (Mika Hiiragi)
- Yōseiki Suikōden (Kiyomi Suga)
- Ys Tenkū no Shinden: Adol Kristin no Bōken (Lilia)

### Film
- Card Captor Sakura - The Movie (Maki Matsumoto)
- Kureyon Shin-chan: Dengeki! Buta no Hizume dai sakusen (O-iroke)
- Darkside Blues (Mai)
- Digimon Tamers: Battle of Adventurers (Minami Uehara)
- The End of Evangelion (Misato Katsuragi)
- Neon Genesis Evangelion: Death & Rebirth (Misato Katsuragi)
- Fatal Fury: The Motion Picture (Mai Shiranui)
- Fullmetal Alchemist the Movie: Conqueror of Shamballa (Gracia Hughes)
- Pokémon: The Movie 2000 (Michiko/Ship's Captain)
- Utena la fillette révolutionnaire - The Movie: Apocalisse adolescenziale (Juri Arisugawa)
- Sailor Moon R The Movie (Usagi Tsukino)
  - Make Up! Sailor Senshi (Usagi Tsukino)
- Sailor Moon S The Movie (Usagi Tsukino)
- Sailor Moon SuperS The Movie (Usagi Tsukino)
  - Ami-chan no hatsukoi (Usagi Tsukino)
- Eiga Pretty Cure All Stars DX 3 - Mirai ni todoke! Sekai wo tsunagu Niji-iro no hana (Hummy)
- Eiga Suite Pretty Cure - Torimodose! Kokoro ga tsunagu kiseki no melody (Hummy)
- Eiga Pretty Cure All Stars New Stage - Mirai no tomodachi (Hummy)
- X (Satsuki Yatōji)
- Jujutsu kaisen 0 - Il film (Mei Mei)

### Doppiaggio
- Meredith Grey in Grey's Anatomy
- Regina Ghiaccio in Adventure Time
- Lisa Simpson in I Simpson

## Videogiochi
- Abarenbō Princess (Rouge Victoille)
- Ajito 2 (Kazumi Saeki)
- Angelique (Rosalia de Catargena)
- Angelique Special 2 (Rosalia de Catargena)
- Armored Core V (Computer Voice)
- BCV: Battle Construction Vehicles (Kyoko Tachibana)
- Brave Fencer Musashi (Bubbles)
- Catherine (Katherine McBride)
- Catherine: Full Body (Katherine McBride)
- Cowboy Bebop - Tsuioku no serenade (Ellen McCarthy)
- Crime Crackers 2 (Silvia)
- Danganronpa 2: Goodbye Despair (Peko Pekoyama)
- Danganronpa V3: Killing Harmony (Peko Pekoyama)
- Dead or Alive 3 (Christie)
- Dead or Alive Xtreme Beach Volleyball (Christie)
- Dead or Alive 4 (Christie)
- Dead or Alive Xtreme 2 (Christie)
- Dead or Alive Paradise (Christie)
- Dead or Alive: Dimensions (Christie)
- Dead or Alive 5 (Christie)
- Dead or Alive 6 (Christie)
- Dissidia Final Fantasy: Opera Omnia (Maria)
- Demon's Souls (Remake) (Moglie del defunto nobile)
- Dragon Force II: Kamisarishi Daichi ni (Celine)
- Dragon Quest Swords: La Regina Mascherata e la Torre degli Specchi (Regina Curtana)
- Dragon's Dogma 2 (Luz)
- Eberouge 2 (Lindel Falken)
- Eve burst error Plus (Marina Hōjō)
- Fire Emblem Heroes (Lumera)
- Fire Emblem: Engage (Lumera)
- Goddess of Victory: Nikke (Misato Katsuragi)
- Granblue Fantasy (Michael)
- Hunter × Hunter: Wonder Adventure (Cocco)
- J-Stars Victory Vs+ (Boa Hancock)
- Jikkyō Powerful Pro Yakyū 5-11 (Stadium Announcer)
- Jujutsu Kaisen Cursed Clash (Mei Mei)
- Jump Force (Boa Hancock)
- Kisetsu wo Dakishimete (Tomoko Kokuritsu)
- Little Princess: Marl Ōkoku no Ningyōhime 2 (Sonya)
- Magna Carta: Tears of Blood (Rianna)
- Melty Blood Re-ACT (Aoko Aozaki)
- Melty Blood Act Cadenza (Aoko Aozaki)
- Melty Blood Actress Again (Aoko Aozaki)
- Menkyo wo Torō! DX 2001 Nendoban (Reika Asami)
- Mobile Suit Gundam SEED: Alliance vs. Z.A.F.T. (Murrue Ramius)
- Mobile Suit Gundam SEED Battle Destiny (Murrue Ramius)
- Namco × Capcom (Kyōko Minazuki)
- Neon Genesis Evangelion (Misato Katsuragi)
  - Eva to Yukai na Nakamatachi (Misato Katsuragi)
  - Girlfriend of Steel (Misato Katsuragi)
  - Girlfriend of Steel 2 (Misato Katsuragi)
- One Piece: Pirate Warriors (Boa Hancock)
- One Piece: Pirate Warriors 2 (Boa Hancock)
- One Piece: Unlimited World Red (Boa Hancock)
- One Piece: Pirate Warriors 3 (Boa Hancock)
- One Piece: Burning Blood (Boa Hancock)
- One Piece: Pirate Warriors 4 (Boa Hancock)
- Oni (Konoko (AKA Mai Hasegawa))
- Pokémon Masters EX (Malva)
- PoPoLoCrois series (Narcia, Kai)
- Power DoLLS 2 (Yao Fei Lun)
- Power Instinct 2 (Mikazuki Kurumi, Kurara Hananokoji
- Project X Zone 2 (Sheath)
- Puyo Puyo CD (Arle Nadja)
  - Puyo Puyo Tsū CD (Arle Nadja)
- Project Justice: Rival Schools 2 (Kyoko Minazuki)
- Shinrai (Nohime Fujizuru)
- Silent Hope (Fighter)
- Super Robot Wars Alpha Gaiden (Tonya Marm)
- Super Robot Wars Alpha 3 (Misato Katsuragi, Murrue Ramius)
- Super Robot Wars Z (Tonya Marm, Murrue Ramius)
- Super Robot Wars Z3: Hell Chapter (Misato Katsuragi)
- Super Robot Wars Z3: Heaven Chapter (Misato Katsuragi)
- Super Robot Wars V (Misato Katsuragi)
- Wa ga Ryū wo Miyo (Kaaya)
- Wild Arms 4 (Falmel)

## Serie televisive
- Baywatch (Summer (stagioni 2-4))
- Ed (Carol)
- Felicity (Julie Emrick)
- Gag Manga Biyori (Kōsuke Masuda)
- Grey's Anatomy (Meredith Grey)
- Van Helsing (Anna Valerious)

## Film
- Love & Pop

## Radio
- Mitsuishi Kotono · Bukkatsu Shiyo!
- Mitsuishi Kotono no Eberu Nights
  - Mitsuishi Kotono no Eberu Nights II
- Stardust Dream

## CD
- Aria
- Erementar Gerad—Aozora no Senki—
- Samurai Deeper Kyo; as Akari
- Seto no Hanayome
- Tuxedo Mirage

## Altro
- Hakkutsu! Aru Aru Daijiten (narratrice)
- I Wish You Were Here
- Koe · Asobu Club
- Nandemo Q (NHK) (narratrice, Urara, altri personaggi)
- Neon Genesis Evangelion pachinko (Misato Katsuragi)
- Seishun Adventure: Īsha no Fune (Īsha no Fune)
- Tatta Hitotsu no Chikyū (Otohime)
- Uchi Kuru!? (narratrice)